# Sankt Stefan im Gailtal
Sankt Stefan im Gailtal (eslovè Štefan na Zilji) és un municipi austríac, dins de l'estat de Caríntia. L'any 2007 tenia 1.654 habitants. Limita amb els municipis de Paternion al nord, Malborghetto Valbruna al sud, Hermagor-Pressegger See a l'oest, Bad Bleiberg, Nötsch i Feistritz an der Gail a l'est.

## Divisió administrativa
Es divideix en 20 Ortschaften:
| - Bach (67) - Bichelhof (16) - Bodenhof (8) - Dragantschach (57) - Edling (97) - Hadersdorf (65) - Karnitzen (68) | - Köstendorf (219) - Latschach (21) - Matschiedl (98) - Nieselach (14) - Pölland (14) - Pörtschach (44) - St. Paul an der Gail (122) | - St. Stefan an der Gail (148) - Schinzengraben (14) - Schmölzing (50) - Sussawitsch (138) - Tratten (105) - Vorderberg (412) |

## Administració
| Període | Identitat        | Partit |
| ------- | ---------------- | ------ |
| 2003-   | Johann Ferlitsch | SPÖ    |

L'ajuntament de la vila està format per 15 membres dels partits:
- 9 SPÖ
- 3 ÖVP
- 3 BZÖ

| edit | Municipis del Districte d'Hermagor                                                                                        | Bandera de Caríntia |
| \| \| Dellach \\| Gitschtal \\| Hermagor-Pressegger See \\| Kirchbach \\| Kötschach-Mauthen \\| Lesachtal \\| Sankt Stefan im Gailtal \| | |                     |
| Mapa de Villach-Land | Dellach \| Gitschtal \| Hermagor-Pressegger See \| Kirchbach \| Kötschach-Mauthen \| Lesachtal \| Sankt Stefan im Gailtal |                     |